# Maria Silex
Maria Silex (* 23. März 1987) ist eine ehemalige deutsche Bogenschützin im Behindertensport.

## Werdegang
Silex gewann 2007 und 2008 die Deutsche Meisterschaft des DBS.